# Maciej Błaszak
Maciej Józef Błaszak (ur. 19 maja 1953 w Poznaniu) – polski fizyk, profesor nauk fizycznych, specjalizuje się w fizyce matematycznej oraz fizyce ciała stałego, geometrii różniczkowej, mechanice kwantowej, a także w teorii nieliniowych układów dynamicznych, nauczyciel akademicki Uniwersytetu im. Adama Mickiewicza w Poznaniu.

## Życiorys
Studia na poznańskim Wydziale Fizyki i Matematyki UAM ukończył w 1977, gdzie następnie (1978) został zatrudniony i zdobywał kolejne awanse akademickie. Stopień doktorski uzyskał w 1983 na podstawie pracy pod tytułem Superexchange theory and operator algebra for orbitally degenerated insulators. Habilitował się w 1989 na podstawie oceny dorobku naukowego i pracy zatytułowanej Theory of classical soliton particles. Tytuł naukowy profesora nauk fizycznych został mu nadany w 2000 roku.
Pracuje jako kierownik i profesor zwyczajny w Zakładzie Fizyki Matematycznej Wydziału Fizyki UAM. Na zaproszenie wykładał też w latach 1992-1995 na portugalskim Universidade da Beira Interior w Covilhã. Na poznańskim wydziale prowadzi zajęcia m.in. z matematyki, fizyki kwantowej oraz jednolitej teorii klasycznej i kwantowej układów hamiltonowskich. Jest członkiem Polskiego Towarzystwa Fizycznego.
Swoje prace publikował m.in. w „Journal of Mathematical Physics", „Acta Physica Polonica" oraz „Journal of Physics A". W 2019 ukazała się jego monografia Quantum versus Classical Mechanics and Integrability Problems - towards a unification of approaches and tools (wyd. Sprnger, ISBN 978-3-030-18378-3).
Żonaty, ma dwoje dzieci.